# Ganska nogometna reprezentanca
Ganska nogometna reprezentanca (znana tudi kot Črne zvezde) je nacionalna reprezentanca, ki predstavlja Gano na mednarodnih nogometnih tekmovanjih in deluje pod vodstvom Ganske nogometne zveze.
Je druga najuspešnejša država v Pokalu afriških narodov, takoj za Egiptom.